# Postumanesimo
Postumanesimo è un neologismo creato per definire una corrente di pensiero che fa riferimento a diversi ambiti del sapere come la filosofia, l'informatica e particolarmente le biotecnologie che vengono concepite come in grado di trasformare fisicamente e mentalmente l’uomo in qualcosa di nuovo, un essere ibrido, umano e non umano.
Il postumanesimo ha un testo programmatico, The Posthuman Manifesto tratto da un libro di Robert Pepperell, The Posthuman Condition: Consciousness Beyond the Brain.

## La prospettiva postumanista
La visione postumanista prevede una rivisitazione degli schemi interpretativi di stampo umanistico nel momento in cui i progressi dell’informatica e delle biotecnologie arrivano a cambiare la natura umana. Il progresso scientifico si propone di raggiungere nuove dimensioni oltre i confini naturali dell’uomo, di modificare lo sviluppo dell’umanità futura. Ciò significa che i naturali tratti umani si integrano con quelli non umani giungendo alla creazione d'individui ibridi con nuove capacità fisiche e cognitive. L’uomo trarrà vantaggio da questa trasformazione assumendo nuove peculiarità e capacità, come sconfiggere l’invecchiamento e migliorare le proprie condizioni di salute se compromesse.
Questo radicale cambiamento insito nelle potenzialità tecnologiche frutto dell’uomo impatta sulle precedenti tradizioni umanistiche: per la prima volta la specie umana evolverebbe in una specie trasformata dalla tecnologia e quindi vista da buona parte della comunità con diffidenza e timore. L’uomo si congiungerà con la tecnologia a livello biologico, perderà la propria unicità in virtù di una pluralità che si afferma nei due sensi:
1. riconoscimento di uno statuto assegnato alla diversità, che non è considerata una devianza o un rumore ma il principio stesso dell'essere;
2. ammissione di un policentrismo ontologico dove qualunque tentativo di assegnare un centro gravitazionale e una misura di approssimazione viene a decadere. L'ammissione di uno statuto alla diversità cambia il modo di leggere sia l'identità che l'alterità, dando luogo a quell'immagine pluriversale che sta alla base del postumanesimo.[4]

L’umanità entra in contatto con una tecnologia capace di adattarsi al corpo dell’uomo. Essa oggi non rappresenta più solo uno strumento esterno di miglioramento delle condizioni di vita e del benessere generale, ma diventa parte stessa dell’uomo. L’identità dell’uomo si appresta a mutare, a cambiare, a divergere dai tratti essenziali e unici che finora l’avevano caratterizzata. I cambiamenti generati da questa trasformazione metterebbero in discussione il comportamento dell’uomo, creando un dibattito etico fra chi sostiene che sia giusto un cambiamento di tale portata, e che possa aiutare l'uomo a progredire nella civiltà e chi invece lo interpreta come sbagliato, dannoso, insano.

### Interfacce Ibride: supersensi, sistemi cyborg e corpi ibridi
La tecnologia che entra a fare parte del corpo umano cambia il modo di rapportarsi con l'esterno. L'attività sensoriale è affiancata dalla mediazione della tecnologia, che costituisce una nuova interfaccia sul mondo. L'introduzione di nanotecnologie e informatica ibrida nell'organismo cambia la normale percezione e cognizione delle cose e del mondo. L'unione del corpo umano con la tecnologia realizzata all'interno dell'organismo pone le basi per la nascita d'individui, dotati di nuovi attributi e capacità. L'uomo e la modificazione delle sue caratteristiche psico-fisiche diventano oggetto di manipolazione diretta e rendono necessaria una rivalutazione del concetto di uomo, sotto diversi profili, umanistici, filosofici e biologici.
La capacità dell'uomo di innestare in sé stesso elementi inorganici di natura tecnologica ne può cambiare radicalmente l'aspetto interiore ed esteriore, trasformandolo in un cyborg. Questa nuova forma ibrida sostituisce la visione umanista dell'uomo e apre una serie di nuove questioni filosofiche concernenti l'etica e la natura umana.
Soprattutto per le nuove generazioni, la combinazione tra corpo carnale e corpo virtuale più determinare forme di ibridazione dell'identità e possibili effetti negativi sulla formazione dell'identità.  

## Transumanesimo
Il Transumanesimo è un movimento culturale e intellettuale che aspira a rivoluzionare la condizione umana, e scorge nella scienza e nella tecnica gli strumenti attraverso i quali l'uomo possa evolvere consapevolmente e controllare così il proprio destino.
L'ideologia transumanista, con un carattere prevalentemente laico, sostiene che non esistano forze sovrannaturali che guidino l'umanità. Si cerca di promuovere l'applicazione della scienza e delle tecnologie per migliorare le condizioni di vita degli uomini, aumentare la ricchezza, rendere più efficienti le cure mediche, curare le disabilità, ridurre la malnutrizione e contrastare i governi oppressivi.
I sostenitori del transumanesimo vogliono condurre l'uomo a diventare un nuovo essere che diverga dal modello darwiniano. Non si tratta di raggiungere un ulteriore stadio evolutivo ma di liberarsi dai tratti naturali della specie umana che hanno accompagnato l'uomo per tutto il corso della sua evoluzione.
Al di là di una somiglianza superficiale tra postumanesimo e transumanesimo, diversi studiosi, sia postumanisti sia transumanisti, hanno evidenziato i profili di radicale incompatibilità tra i due concetti.

### Principi transumanisti
1. L'umanità sarà profondamente trasformata dalla scienza e dalla tecnologia del futuro. Prevediamo la possibilità di ampliare il potenziale umano tramite il superamento dell’invecchiamento, delle limitazioni cognitive, della sofferenza involontaria e della nostra prigionia sul pianeta Terra.
2. Crediamo che il potenziale dell'umanità sia ancora in gran parte irrealizzato. Esistono possibili scenari che conducono a condizioni meravigliose, ed estremamente utili, di miglioramento umano.
3. Siamo consapevoli di come l'umanità si trovi ad affrontare gravi rischi, in particolare derivanti dal cattivo uso delle nuove tecnologie. Esistono scenari realistici che conducono alla perdita di gran parte, se non della totalità, di ciò che consideriamo prezioso. Alcuni di questi scenari sono drastici, altri più sfuggenti. Nonostante ogni progresso implichi cambiamento, non ogni cambiamento implica progresso.
4. Sforzi di ricerca sistematici vanno indirizzati alla comprensione di tali prospettive. È necessario valutare con attenzione il modo migliore per ridurre i rischi e al contempo accelerare le applicazioni benefiche. Sono altresì necessari luoghi di incontro dove poter discutere in modo costruttivo su ciò che dovrebbe essere fatto, nonché un ordine sociale in cui decisioni responsabili possano essere implementate.
5. La riduzione dei rischi esistenziali, lo sviluppo dei mezzi per la preservazione della vita e della salute, l’alleviamento delle sofferenze gravi, e il miglioramento della lungimiranza e della saggezza umana dovrebbero essere perseguiti come priorità urgenti, e generosamente finanziati.
6. La formulazione delle politiche dovrebbe essere guidata da una visione morale responsabile e inclusiva, prendendo sul serio sia opportunità che rischi, rispettando l’autonomia e i diritti individuali, mostrando solidarietà e preoccupazione per gli interessi e la dignità di tutte le persone nel mondo. Dobbiamo anche considerare le nostre responsabilità morali nei confronti delle generazioni future.
7. Sosteniamo il benessere di tutti gli esseri senzienti, compresi gli esseri umani, gli animali non umani, e qualunque altra futura mente artificiale, forme di vita modificate, o altre intelligenze a cui il progresso tecnologico e scientifico possa dar luogo.
8. Siamo favorevoli che agli individui venga riconosciuta un’ampia libertà di scelta su come condurre le proprie vite. Ciò include l'uso di tecniche che possano essere sviluppate per aiutare la memoria, la concentrazione, l’energia mentale; terapie di estensione della vita; tecnologie di scelta riproduttiva; procedure crioniche; e molte altre possibili modificazioni umane e tecnologie di miglioramento.[11]

## Arte Post-Human
Verso la fine del Novecento si affermano in ambito artistico alcuni movimenti e correnti culturali d'avanguardia di protesta contro l'omologazione e standardizzazione della società contemporanea, come la Body Art. Nell'arte Post-Human, a differenza di quanto accade con la Body Art, il corpo non viene più visto solo come mero prodotto di consumo, ma come oggetto biologico su cui intervenire tramite strumenti tecnologici con il fine di alterarne le proprietà naturali, di mutarne le proprie caratteristiche genetiche e psicologiche. L'arte post-human non è caratterizzata dalla produzione di un artefatto o bene culturale da esporre in un museo o galleria, ma essendo in aperta relazione con la scienza si realizza in un modo nuovo, artificiale e biologico sono separati da un confine sempre più sottile, fino a confondersi in una totale perdita di identità in cui è sempre più difficile distinguere l'organico dall'inorganico. Il corpo umano è considerato in rapporto alle proprie capacità di intervenire su sé stesso.
Il pensiero post-umanista, in sostanza, inventa un nuovo modo di celebrare il corpo, trasformandolo da interprete a contenitore: un corpo che può connettersi al mondo attraverso l'interfaccia tecnologica (de Kerckhove), un corpo-vestito che può assumere tutte le identità possibili (Le Breton), un corpo-teatro (Marchesini) che accoglie l'alterità. Il corpo si ripropone prepotentemente sulla scena, dunque, non più per essere indagato dal punto di vista dei suoi significati e dei suoi usi sociali, come alle origini della Body Art, ma offrendosi come luogo più complesso e ambiguo, in continua trasformazione.
I linguaggi di quest'arte sono la performance, ma anche un misto tra teatro, installazione, cinema, musica, arti visive, danza e culture popolari. Proprio questa combinazione di forme di diversa produzione artistica ha aperto la possibilità di nuove espressioni d'arte contemporanee non limitate dalla tradizione e dalle convenzioni. Si giunge così all'arte Post-Human nata negli anni '90 da Jeffrey Deitch in occasione di un suo evento espositivo sul tema della devianza dal naturale, dell'integrazione fra biologico e artificiale, esprimendosi sia a livello visivo che letterario come genere di fantascienza.
Per l'artista post-human, l'opera d'arte coincide con la ricostruzione del corpo, cambiato nella sua identità organica essenziale in un processo che coinvolge arte, scienza e tecnologia, e che ha come scopo una trasformazione genetica, un nuovo corpo, una nuova identità, una nuova mentalità. Lo scenario che gli artisti post-human immaginano è caratterizzato dal fatto che sono le nuove tecnologie a definire e a costruire il corpo. Non regna più una visione religiosa, e morale. L'organismo umano rimane al centro dell'intenzione creativa ed esplorativa dell'artista che si concentra su come rappresentarlo. Si assiste a una graduale emersione del corpo come oggetto di analisi, interpretazione e rivalutazione artistica. Un corpo contaminato, trasformato dalla tecnologia necessita di una nuova rappresentazione. Le tecnologie adattabili all'organismo diventano i simboli di un corpo occupato che funziona come spazio su cui sperimentare e andare oltre l'organicità per giungere a un'unione con la tecnologia. Sarà dunque necessario rappresentare il corpo come un'entità ibrida, nuova che si evolve non più in maniera biologica-naturale ma tecnologica-artificiale. La tecnologia diventa il mezzo con cui l'uomo riesce ad andare oltre sé stesso e i propri limiti organici, espandendo lo spazio dell'esperienza e cominciando a costruire la strada verso nuove capacità. Si aprono le frontiere per la ricerca di un nuovo tipo di corpo che vada oltre il biologico e agisca anche in un nuovo spazio virtuale.